# Lutier
Un lutier (o luthier) o en la nomenclatura històrica, violer, és un artesà que fabrica, repara i restaura els instruments de música de corda pinçada o fregada tals com els violins, violes, violoncels, violes d'amor, guitarres, etc. El terme deriva del francès luth (llaüt).

## Introducció

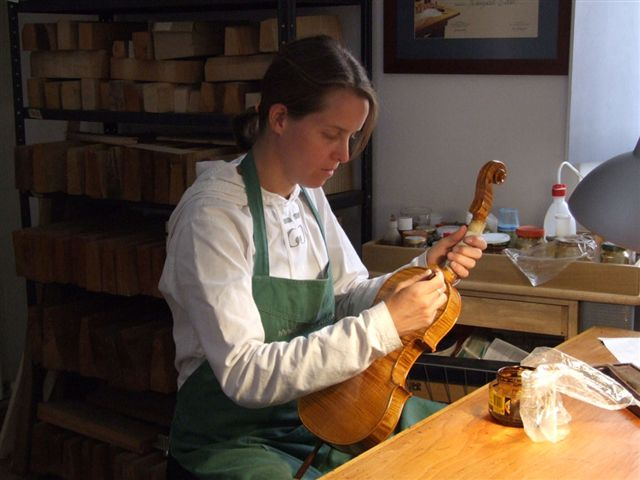
Aplicació del vernís

L'ofici de lutier comença per una formació professional de diversos anys. L'art d'aquests professionals comença amb la tria de les fustes que s'empraran, determinants per a l'estètica de l'instrument i sobretot per a la qualitat sonora, i segueix amb la fabricació de l'instrument pròpiament dit, fase en gran part artesana. Tota una gamma d'eines específiques de l'ofici, idèntics a aquells emprats d'ençà del segle xvii, es fan servir per treballar les peces que componen l'instrument –a tall d'exemple, per al violí, n'hi ha aproximadament 80– per a ajuntar-les i enganxar-les. El lutier fa també un paper de manteniment dels instruments i arquets, de reparació i fins i tot de restauració del patrimoni instrumental. Certs lutiers són també arqueters (fabricants d'arquets), però això continua sent un ofici específic.
El lutier numèric també ha fet la seva aparició d'ençà dels anys 1970. Per aquesta denominació, el lutier (fabricant del so) torna cap a la definició original de la lutheria: la fabricació de l'inaudit. D'aleshores ençà, es tracta d'emprar en composició contemporània (o de barrejar amb instruments clàssics) els instruments apareguts amb l'era electrònica: caixa de ritmes, scratch, vocoder i sampler. Alguns anomenen igualment «lutier», per abús del llenguatge, un fabricant de sacs de gemecs, i per extensió, del fabricant d'instruments de música tradicional.

## Els instruments de corda fregada

### Història
A França, els grans centres històrics de lutheria clàssica són Mirecourt, París, Lió i algunes altres ciutats.

### L'escola de Cremona
S'acostuma a personificar la invenció del violí, de la viola i del violoncel en Andrea Amati (1511-1580). Aquesta tradició no es correspon del tot amb la història de la lutieria, tot i que hi pot haver una justificació: cal saber que Andrea, a través de la formació dels seus fills, i fins a Niccolò Amati, dona a llum gairebé una dinastia, la dels lutiers de Cremona. I el taller de Niccolò Amati veurà alumnes tan cèlebres com Antonio Stradivarius (1644-1737), Jakob Stainer (1621-1683) o Andrea Guarneri (1626-1698).

### Alguns lutiers importants
- A França: 
  - Jean Bauer (1914-2005)
  - Louis Guersan (1713-1781)
  - Jean Henri Naderman
  - Jean Baptiste Vuillaume
  - Étienne Vatelot
  - Gaspar Tieffenbrucker (1514-1571), al capdavant d'una important dinastia de lutiers, nascut a Füssen i mort a Lió
  - les famílies Médard, Lupot, Jacquot, Pajot (Pageot), Gand, Bernadel

- A Anglaterra:
  - Benjamin Banks a Salisbury
  - Barak Norman
  - la família Hill, Dodd

- A Alemanya, Àustria, Suïssa: 
  - Jakob Stainer
  - Matthias Klotz (1653-1743) i els seus fills, sobretot Sebastian Klotz (1696-1775)
  - David Tecchler (1666 Salzbourg – 1748 Roma)
  - Leopold Widhalm (1722-1776)
  - les famílies Hornsteiner, Hopf, Meinel, Neuner, Dörffel, Fichtel, Pfretschner...

- Als Països Baixos:
  - Hendrik Jacobs (1629-1704)
  - Pieter Rombouts (1667-1740).
  - Els membres de la família Cuypers (Kuypers) als segles xviii i xix

- A Itàlia abans de 1800:
  - la família Amati
  - Gasparo da Salò (1540-1609)
  - Giovanni Paolo Maggini (1580-1632)
  - Andrea Guarneri (1623/26-1698) i la seva descendència (1698-1744)
  - Francesco Ruggieri (1630-1698)
  - Antonio Stradivari (1644-1737)
  - Giambattista Rogeri (1650-1730) i Pietro Giacomo Rogeri
  - Domenico Montagnana (1686-1750)
  - Giovanni Battista Guadagnini (1711-1786)
  - Lorenzo Storioni (1744-1816)
  - Giovanni Francesco Pressenda (1777-1854)
  - Guadagnini (finals segle xvii - mitjan segle XX)
  - les famílies Testore, Gagliano...

- A Itàlia després de 1800:
  - Leandro Bisiach (1864–1946)
  - Stefano Scarampella (1843-1925)
  - Giuseppe Fiorini
  - Giuseppe Ornati

- A Itàlia després de 1900:
  - Ansaldo Poggi (1893-1984)
  - Roberto Regazzi (1956-)
  - Sesto Rocchi (1909-1991)
  - Gaetano Sgarabotto (1894-1982)

- A Catalunya:

- - David Bagué i Soler
  - Joan Guillamí (1702-1769)
  - Xavier Orriols i Sendra
  - Xavier Vidal i Roca

- A la República Txeca:
  - Johann Kulik
  - Karel Vavra (1...-1973)

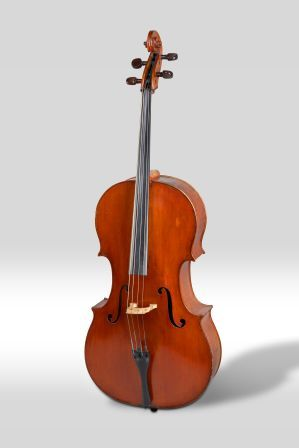
El Violoncel Guillamí, una de les obres de Joan Guillamí conservades al Museu de la Música.

  - Premysl Otakar Ŝpidlen (1896-1958)

## Els instruments de corda pinçada
Els instruments de corda pinçada són: l'arpa, la guitarra i el clavicèmbal, etc.

### Alguns lutiers
- Amati
- A França:
  - Philippe Humeau
  - Guitares La Fée
  - Benoit de Bretagne
  - Christophe Leduc
  - Philippe Dubreuille

- Als Països Baixos:
  - Yuri Landman (Experimental)